# Marion Pares
Marion Pares (* 7. November 1914 als Marion Stapylton in West Farleigh, Kent, England; † 22. Dezember 2004 in Lympne, Kent, England), besser unter dem Pseudonym Judith Campbell bekannt, war eine britische Autorin. Sie schrieb überwiegend Pferdeliteratur, die sich vor allem an Kinder und Jugendliche richtete.

## Leben
Pares war die Tochter von Walter John und Dorothy Chetwynd-Stapylton, geborene Fletscher. Ihr Vater war Korvettenkapitän bei der Royal Navy. Pares wuchs auf einer Obstfarm in den Kent Downs auf. In ihrer Kindheit zeigte sie bereits Interesse an der Landwirtschaft sowie an Pferden und Ponys. Sie besuchte Internat in England. Im Juni 1937 heiratete sie Humphrey Pares, einen Landwirt und Unternehmer. Aus dieser Ehe gingen vier Töchter hervor.
1958 veröffentlichte Marion Pares ihr erstes Kinderbuch mit dem Titel Four Ponies. Für ihre Recherche zum Werk The Queen Rides, das 1964 erschien, besuchte Pares die Royal Mews in London, eines der bekanntesten Pferdemuseen im Vereinigten Königreich. 
1965 reiste Pares nach Jordanien, wo sie das Arabergestüt von König Hussein I., die Pferde der Berittenen Polizei sowie die Kamele der Wüstenstreitkräfte studierte. Hierüber entstand 1966 ihr Werk Horses in the Sun. 
Im Frühjahr 1966 reisten Marion Pares und ihr Ehemann nach Kreta und auf den Peloponnes, wo sie einen Film über Dorfleben und Wildblumen drehten. Im Herbst 1966 besuchten sie den Iran für einen weiteren Film und zur Recherche für die beiden Bücher The World of Horses (1969) and The World of Ponies (1970). Weiteres Recherchematerial sammelte das Ehepaar in Griechenland und in Frankreich. 
1970 erschien ihr bekanntestes Werk Horses and Ponies, das in mehrere Sprachen übersetzt wurde, darunter auf Deutsch unter dem Titel Pferde und Ponys. In diesem Buch gibt Pares einen geschichtlichen Abriss über die Pferdezucht und stellt Pferde- und Ponyrassen aus aller Welt vor. 
Für die Recherchearbeit zum Buch The Horseman’s World (1975) begaben sich die Pares 1974 in die Vereinigten Staaten. 
Neben den Pferdebüchern veröffentlichte Pares Biografien über die britische Königsfamilie, darunter Anne: Portrait of a Princess (1969), Elizabeth and Philip (1972), Princess Anne and Her Horses (1972), Queen Elizabeth II (1979), Charles: A Prince of Our Time (1981) sowie The Royal Partners: The Queen’s 35 Years of Marriage (1982).
Unter dem Pseudonym Anthony Grant schrieb sie 1980 den Science-Fiction Roman The Mutant.

## Werke
Abgesehen vom Buch The Mutant veröffentlichte Pares alle ihre Werke unter dem Pseudonym Judith Campbell.
- Four Ponies, Muller, 1958.
- Merrow Ponies, Muller, 1960.
- Family Pony, Lutterworth, 1961. (deutsch: Der Ponyfreund: Von der Aufzucht bis zum Turnier, E. Hoffmann, 1963)
- The Queen Rides, Lutterworth, 1964, Viking, 1965. (deutsch: Die Königin reitet – Elisabeth II. und ihre Pferde, A. Müller, 1966)
- Horses in the Sun, M. Joseph, 1966, Sportshelf, 1969.
- Police Horses, David & Charles, 1967, A. S. Barnes, 1968.
- Anne: Portrait of a Princess, Cassell, 1969.
- Pony Events, Batsford, 1969.
- The World of Horses, Hamlyn, 1969. (deutsch: Pferde, Falken-Verlag, 1974)
- The World of Ponies, Hamlyn, 1970.
- Horses and Ponies, Hamlyn, 1970, Grosset, 1971. (deutsch: Pferde und Ponys, Delphin Taschenbuch in Farbe Nr. 29, Delphin Verlag Stuttgart und Zürich, 1975)
- Elizabeth and Philip, Regnery, 1972.
- Princess Anne and Her Horses, Brockhampton Press, 1972.
- The Treasury of Horses, Octopus Books, 1972.
- Family on Horseback, Lutterworth, 1972. (deutsch: Familie im Sattel, Heidenheim Hoffmann, 1975)
- The Champions, Arthur Barker, 1973.
- Royalty on Horseback, Sidgwick & Jackson, 1974.
- The Horseman’s World, Ridge Press, 1975.
- The World of the Horse, Octopus Books (London, England); Crowell (New York, NY), 1975.
- Eventing, Weidenfeld & Nicolson, 1976.
- Anne & Mark, Sidgwick & Jackson, 1976.
- Your Own Pony Club: A Practical Guide to Communal Pony Keeping, Lutterworth, 1979.
- Queen Elizabeth II, Crown, 1979.
- The Mutant, Robert Hale, 1980. (unter dem Pseudonym Anthony Grant)
- Charles: A Prince of Our Time, Octopus Books, 1981.
- The Royal Partners: The Queen’s 35 Years of Marriage, Hale, 1982.
- Royal Horses, New English Library, 1983.
- The History of the Royal Family, 1985.